# Ménilmontant
Ménilmontant - stacja 2 linii metra  w Paryżu. Znajduje się na pograniczu 11. i 20. dzielnicy Paryża. Została otwarta 31 stycznia 1903.